# Війна Великого князівства Литовського з хрестоносцями

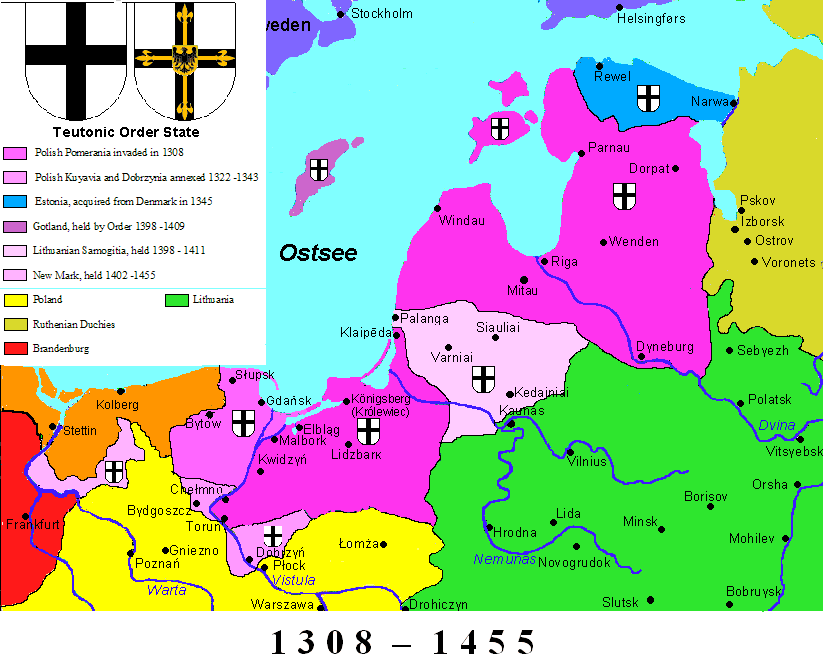
Прибалтика в 1308—1455.

Литовські хрестові походи або Війна Великого князівства Литовського з хрестоносцями — одна з кампаній Північних хрестових походів, тривалий (1283—1411) релігійний та військово-політичний конфлікт (з перервами) між державами німецьких хрестоносців (Орден мечоносців, Тевтонський та Лівонський духовно-лицарські ордени) з одного боку, і Великим князівством Литовським з іншого. Регулярна військова допомога німецьким орденам надходила з багатьох католицьких держав Європи (з Данії, Швеції, Франції, Польщі, князівств Священної Римської імперії та ін.), в той час як ВКЛ часто підтримували повстаннями вже підкорені хрестоносцями народи (пруси, ятвяги, ліви, ести). Інколи союзниками ВКЛ у війні з хрестоносцями виступали Польське Королівство, Галицько-Волинське князівство та Новгородська республіка.
Зникнення формального, ідеологічного приводу для війни — хрещення Литви після Кревської унії (1385) — не послабило напруження між супротивниками і не посприяло закінченню військових дій.
Серед наслідків війни було утворення безлюдної густо-лісової порожнечі між землями воюючими державами. Також вважається , що переважна спрямованість німецьких ударів на балтські землі сповільнила зростання, а можливо, і зменшило значення балтського елемента у ВКЛ.
У політичний та військовий фон війни входили конфлікти з Польщею за Волинь, Галичину та Поділля (1340—1360-ті роки) і з Московським князівством за вплив на князівства Русі: Смоленськ, Твер та інші (1340-ті-1370-ті роки), внутрішній конфлікт за владу у ВКЛ (1370—1390-ті роки).

## Загальний характер війни
Абсолютну більшість воєнних сутичок становили операції місцевого значення (ці рейди з німецької сторони відомі як т.зв. «походи на Литву»), спрямовані на економічне ослаблення супротивника — на розорювання земель і масовий вигін полонених (з ВКЛ так було виведено понад 200 тис. чол.) Відносно великі битви траплялися рідко (битва під Коркгавзам 1298, битва під Ваплавкен 1311 , Битва під Медниками 1320 , битва на Стреві 1348, битва під Рудау 1370).
Загалом, незважаючи на ідейне виправдання війни нехре́щеності Литви, військові дії хрестоносців у ВКЛ не мали чіткого релігійного характеру. Ба більше, вони часто були випробуванням для лицарства, в тому числі, для «гостей» з числа новоприбулого лицарства європейського: англійського, французького, з 1360-х років — польського. Сили, які залучалися, зазвичай були порівняно незначними (кілька сотень воїнів, невелика кількість братів-лицарів). З іншого боку, частота таких походів досягала 8 за рік (2-га пол. 14 ст.), Нерідко — кілька разів на рік, зазвичай — раз на рік, і, дуже рідко, за рік не відбувалося жодного такого походу. За 1345—1377 налічують до 100 таких походів.
Після 1360 військові дії значно активізувалася. Збільшилася європейська допомога — приплив європейського, в тому числі польського, лицарства на допомогу Ордену в походах до Пруссії і звідти на Литву. Практично, ці землі, як «населені язичниками», стали військовим полігоном для лицарства Європи . Частіше стали посилатися великі контингенти, змінилися напрямки ударів — крім самої Жемайтії та Аукштайтії (для Лівонської армії), на Русь, Полоцьку і Чорну (Делятичі, Білиця та ін.). З 1370-х років тевтонська і лівонська армії почали здійснювати свої походи узгоджено (наприклад, у походах 1371, 1372 і 1377).

## Виноски
1. ↑  Микола Єрмолович. С.51,84,85.
2. ↑  Микола Єрмолович. С.51.
3. ↑  Був популярним, наприклад, такий вираз: «Заслужити лицарські шпори у Прусії»